# Каналь-де-Наваррес
Каналь-де-Наваррес (исп. Canal de Navarrés)  — район (комарка) в Испании, входит в провинцию Валенсия в составе автономного сообщества Валенсия.

## Муниципалитеты
| Муниципалитет                  | Население | Площадь км² | Плотность населения чел./км² |
| ------------------------------ | --------- | ----------- | ---------------------------- |
| Энгера                         | 5.646     | 241,80      | 23,35                        |
| Наваррес                       | 2.969     | 47,00       | 63,17                        |
| Анна (муниципалитет в Испании) | 2.741     | 21,40       | 128,08                       |
| Челья                          | 2.666     | 43,50       | 61,29                        |
| Больбайте                      | 1.452     | 40,40       | 35,94                        |
| Кеса                           | 741       | 73,20       | 10,12                        |
| Бикорп                         | 643       | 136,50      | 4,71                         |
| Мильярес                       | 546       | 105,50      | 5,18                         |